# Velký Dřevíč
Velký Dřevíč (německy Groß Drewitsch) je vesnice, část města Hronov v okrese Náchod. Nachází se asi 3 km na sever od Hronova. V roce 2009 zde bylo evidováno 268 adres. V roce 2001 zde trvale žilo 753 obyvatel.
Velký Dřevíč je také název katastrálního území o rozloze 4,18 km2. V roce 1949 byl k vesnici připojen Nízký Dřevíč.

## Popis
Vesnice Velký Dřevíč (GPS 50°30´N, 16°10´E) se rozkládá v malebném údolí (380 m) podél říčky Dřevíč (jinde Olšavka) na sever od Hronova směrem ke Stárkovu a s odbočkou ke vsi Rokytník, ozdobená po obou stranách stráněmi se zalesněnými hřebeny. Panorama s vrcholky kopců – Jírova hora (485 m), Vojtovka, Hejdovka, Borovinka a Vrše je dotvořeno dominantním kopcem Homole (472 m).
Současný Velký Dřevíč čítá 763 obyvatel a především díky nově budované zástavbě v lokalitě sídliště Louka se počet zvyšuje.
Nejpřitažlivějšími atrakcemi je skvěle vybavený kemp jak s dostatečnou kapacitou lůžek v chatkách, tak pro karavany a stany, se stánkem pro občerstvení, restaurací, bazénem a kurty pro tenis, volejbal a nohejbal. K areálu také patří taneční parket, kde se v letním období pořádají zábavy a to již o roku 1971.
Další, neustále dále budovanou a dosti ojedinělou atrakcí, je krytá motokárová dráha se čtyřmi výškovými rozdíly a třinácti zatáčkami, lůžkovou kapacitou a občerstvením, vše v sousedství areálu kempu.
Přímo v obci a okolí je dostatek příležitostí pro turistiku, cyklistiku, lyžování, houbaření v krásné okolní přírodě, také skvělé východisko (střed) pro výlety do významných a pozoruhodných míst regionu. Je zde také hřiště pro malou kopanou, sportovní hala se základní školou a mateřskou školkou.
Jak nedávnou historii tvořili především myslivci, rybáři a hlavně ochotníci, tak současnou významnou společenskou, kulturní a sportovní činnost v obci vytvářejí dva subjekty – TJ Sokol v mnoha různých a úspěšných sportovních oddílech a hasiči, kteří plní nejen své výjezdové povinnosti, ale ve spolupráci se sportovci z TJ Sokol jsou pořadateli veškerého dění, z nichž je především nevšední atraktivní soutěž Dřevíčská lávka.

## Referendum o odtržení
V květnu 2009 vznikl přípravný výbor z obyvatel místních částí Velký Dřevíč a Rokytník, kteří chystali společné osamostatnění těchto obcí. Zmocněncem 13členného přípravného výboru byl Ondřej Nývlt z Velkého Dřevíče. 14. září 2009 předal zmocněnec městskému úřadu návrh na osamostatnění, pod který se podepsalo asi 65 % obyvatel obou vesnic. Úřad uznal, že návrh splňuje všechny záležitosti, a předal je městskému zastupitelstvu k projednání na jeho nejbližším zasedání dne 19. října 2009. Protože se tak nestalo, přípravný výbor požádal z důvodu nečinnosti úřadu o vyhlášení referenda soud. Zastupitelstvo na svém zasedání 5. listopadu 2009 zamítlo vyhlášení referenda s odůvodněním, že společné osamostatnění dvou částí města je v rozporu s právními předpisy, neboť
za účelem konání místního referenda nelze „spojit“ dvě části obce. Krajský soud jako příslušný správní soud ale 26. listopadu 2009 usnesením rozhodl, že pozdní projednání návrhu zastupitelstvem i zamítnutí referenda byly v rozporu se zákonem, a referendum vyhlásil na 20. března 2010, tedy podle návrhu přípravného výboru. Krajský soud zastával názor, že pojem „část obce“ v § 20a a 21 zákona o obcích není totožný s pojmem „část obce“ v § 27 téhož zákona, ale je nutno jej chápat v jiném a to podstatně obecnějším významu, tedy i pro více částí obce společně.
20. března 2010 se konalo místní referendum s otázkou: „Souhlasíte s osamostatněním místních částí Velký Dřevíč a Rokytník od města Hronova a vznikem nové samostatné obce?“ Hlasů pro osamostatnění bylo 45,5 % (ve Velkém Dřevíči 48,2 %, v Rokytníku 38,7 %), hlasů proti osamostatnění bylo 29,5 % (ve Velkém Dřevíči 25,4 %, v Rokytníku 40,3 %) z počtu oprávněných voličů. Oprávněných voličů bylo 870, vydáno bylo 660 úředních obálek (t. j. účast byla 75,86 %], bylo odevzdáno 654 platných hlasů. Podle zápisu bylo odevzdáno o jednu úřední obálku více, než jich bylo vydáno. Výsledek referenda byl záporný, protože k odtržení je vyžadována nadpoloviční většina ze všech oprávněných voličů.